# René Antoine Ferchault de Réaumur
René Antoine Ferchault de Réaumur (AFI: [ʁe.o.myːʁ], La Rochelle, Francia, 28 de febrero de 1683 - Saint-Julien-du-Terroux, íbid., 17 de octubre de 1757) fue un polímata, físico francés, interesado en amplios campos de la ciencia como la metalurgia, la temperatura o la porcelana, contribuyendo sobre todo a la entomología.

## Semblanza
Réaumur nació y se educó en La Rochelle. Enseñó filosofía en la Universidad Jesuita de Poitiers, y en 1699 fue a Bourges a estudiar Derecho civil y Matemáticas bajo el cuidado de un tío en La Sainte Chapelle. En 1703 fue a París, donde continuó los estudios de matemáticas y física, y en 1708, a la edad de veinticinco años, se convirtió en miembro de la Academia de Ciencias Francesa. Durante medio siglo solo hubo un año donde las Memorias de la Academia no tuvieran publicado un trabajo de Réaumur.
Al principio se interesó por los estudios matemáticos, sobre todo la geometría. En 1710 le encargaron un proyecto gubernamental mayor (la descripción oficial de las artes útiles, industrias y oficios en Francia), que contribuyó al nuevo establecimiento de fabricaciones en Francia y el reavivamiento de industrias abandonadas. Por sus descubrimientos en la metalurgia del hierro y del acero se le otorgó una pensión de 12.000 libras; pero satisfecho con sus ingresos privados, pidió que el dinero fuera destinado a la Academia de Ciencias para dedicarlo a los experimentos en la mejora de los procesos industriales.
Inventó en 1730 el termómetro de alcohol con graduación directa, según una escala dividida en 80 partes (que después se conocería con su nombre), que utilizó en sus estudios sobre meteorología. En 1735, por razones familiares, aceptó el nombramiento de intendente y comendador de la Orden de San Luis; cumplió sus deberes con atención escrupulosa, pero se negó a cobrar. Tomó con gran deleite el estudio sistemático de la Historia natural. Sus amigos lo llamaban a menudo el Plinio del siglo XVIII.
Durante su jubilación vivió en sus residencias rurales, incluyendo La Bermondière (Maine y Loira), donde se dio un fuerte golpe al caer de su caballo que le causó la muerte. Dejó sus manuscritos, que ocupaban 138 carpetas, y colecciones de historia natural a la Academia de Ciencias.

## Trabajos científicos
Los escritos científicos de Réaumur tratan de la mayoría de las ramas de la ciencia; el primero, en 1708, era un problema general sobre geometría; el último, en 1756, sobre la forma de los nidos de los pájaros. 
Demostró experimentalmente que la fuerza de una soga es más que la suma de las fuerzas de sus cuerdas separadas y examinó e informó sobre los lechos auríferos fluviales, las minas de turquesas, los bosques y las  capas fósiles de Francia. 
Réaumur también se centró de 1727 a 1729 en la fabricación de cerámica y porcelana·.
y descubrió la forma de elaborar vidrio desvitrificado a base de opalina; se trata del vidrio blanco opaco conocido desde entonces con el nombre de “porcelana Réaumur”.
Inventó el método de estañar hierro que todavía es empleado, e investigó las diferencias entre hierro y acero, demostrando correctamente que la cantidad de carbono presente es mayor en el hierro colado, menor en el acero, y aún menor en el hierro forjado. Su libro sobre este tema (1722) se tradujo al inglés y al alemán.
Réaumur escribió mucho sobre la historia natural. Siendo muy joven describió el sistema locomotor de los Echinodermata, y demostró que el presunto error por el que se suponía que los crustáceos son capaces de reemplazar sus miembros perdidos era realmente verdad. En 1710 escribió un trabajo sobre la posibilidad de producir seda mediante arañas que fue tan famoso en la época que el emperador chino Kangxi mandó traducirlo al chino.
Estudió botánica y materias agrícolas, e inventó los procesos para conservar pájaros y huevos. Elaboró un sistema de incubación artificial e hizo observaciones importantes en la digestión de los carnívoros y de los pájaros granívoros.
Su trabajo más elocuente son las Mémoires pour servir a l'histoire des Insectes, 6 vols., con 267 láminas (Ámsterdam, 1734-42). Describe la apariencia, hábitos y situación de todos los insectos conocidos excepto los escarabajos, y es un ejemplo de paciente observación y de gran exactitud. Entre otros hechos importantes expuestos en este trabajo figuran los experimentos que le permitieron demostrar la validez de la hipótesis de Peyssonel,  que defendía que los corales son animales y no plantas.

### Obras de Réaumur

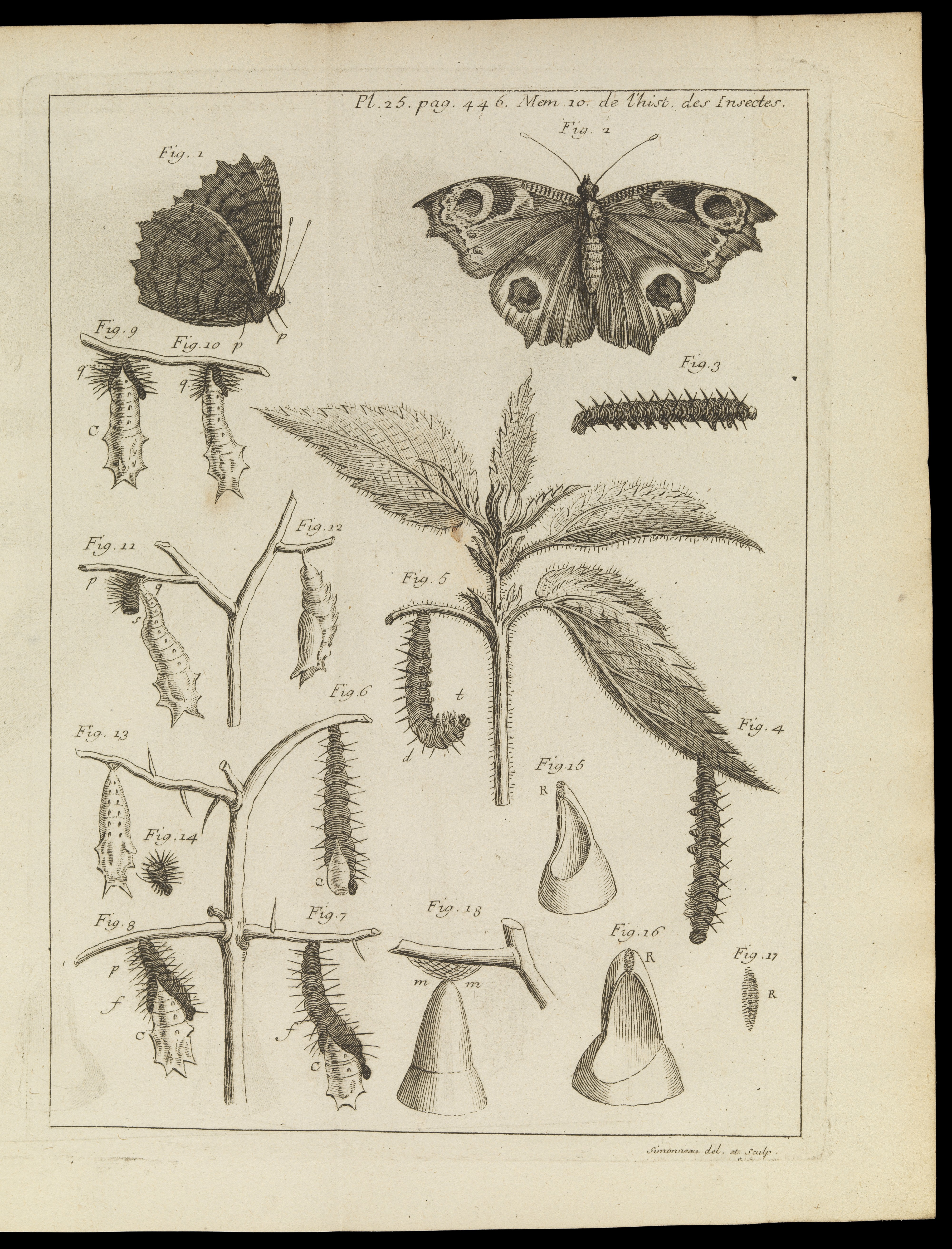
Lámina sobre entomología

- L'art de convertir le fer forgé en acier et l'art d'adoucir le fer fondu, ou de faire des ouvrages de fer fondu aussi finis que le fer forgé. P., Brunet, 1722
- Fabrique des ancres, 1723 Extractos en línea
- Mémoires pour servir à l'histoire des insectes. Imprimerie Royale, 1734 - 1742. Tomo I : Chenilles et Papillons; Tomo II : Suite et histoire des Insectes ennemis des Chenilles; Tomo III : Histoire des Vers mineurs des feuilles, des Teignes, des fausses Teignes, des Pucerons, des ennemis des Pucerons, des faux Pucerons et l'histoire des Galles des plantes et de leurs insectes; Tomo IV : Histoire des Gallinsectes, des Progallinsectes et des Mouches à deux ailes; Tomo V : Suite et histoire de plusieurs Mouches à quatre ailes, savoir des Mouches à Scies, des Cigales et des Abeilles; Tomo VI : Suite avec supplément des Mouches à deux ailes; Tomo VII : Histoire des fourmis, Histoire des scarabées Texto en línea
- Moyens d'empecher l'evaporation des liqueurs spiritueuses, dans lesquelles on veut conserver des productions de la Nature de differens genres. Acad. des sciences, 1746.
- Art de faire éclore et d'élever en toute saison des Oiseaux Domestiques de toutes espèces, soit par le moyen de la chaleur du fumier, soit par le moyen de celle du feu ordinaire. Paris, de l’Imprimerie Royale, 1e éd. : 1749, 2e éd. : 1751. 2 volumes.
- Pratique de l'art de faire éclore et d'élever en toute saison des oiseaux domestiques de toutes espèces, soit par le moyen de la chaleur du fumier, soit par le moyen de celle du feu ordinaire. 1751.
- Lettres a un Ameriquain sur l'histoire naturelle, generale et particuliere de monsieur de Buffon. [et :] Suite des Lettres a un Ameriquain, sur [...] l'histoire naturelle de M. de Buffon; et sur le Traite des animaux de M. l'abbe de Condillac. Hambourg. 1751-1756. 9 parties en 4 volumes
- Art de l'Epinglier. Avec des additions de M. Duhamel du Monceau, & des remarques extraites des Mémoires de M. Perronet, inspecteur général des Ponts & Chaussées. Paris, Saillant et Nyon, 1761
- Morceaux Choisis. Gallimard, 1939.
- Lettres inédites de Réaumur, 1886
- Morceaux Choisis, Gallimard, 1939

## Eponimia
- La escala de temperatura en grados Réaumur
- El cráter lunar Réaumur[3]
- El asteroide (7098) Reaumur[4]